# 空港貨物ターミナル駅
空港貨物ターミナル駅（くうこうかもつターミナルえき）は、大韓民国仁川広域市中区雲西洞にある空港鉄道（A'REX）の駅。駅番号はA09。
空港鉄道の日本語での旅客案内では「空港貨物ターミナル」とされているが、韓国語の駅名をそのまま漢字に置き換えると「空港貨物庁舎駅（コンハンファムルチョンサえき）」となり、案内や路線図によっては日本語表記でも後者の名称が使われる場合がある。

## 歴史
- 2007年3月23日 - 開業。

## 駅構造

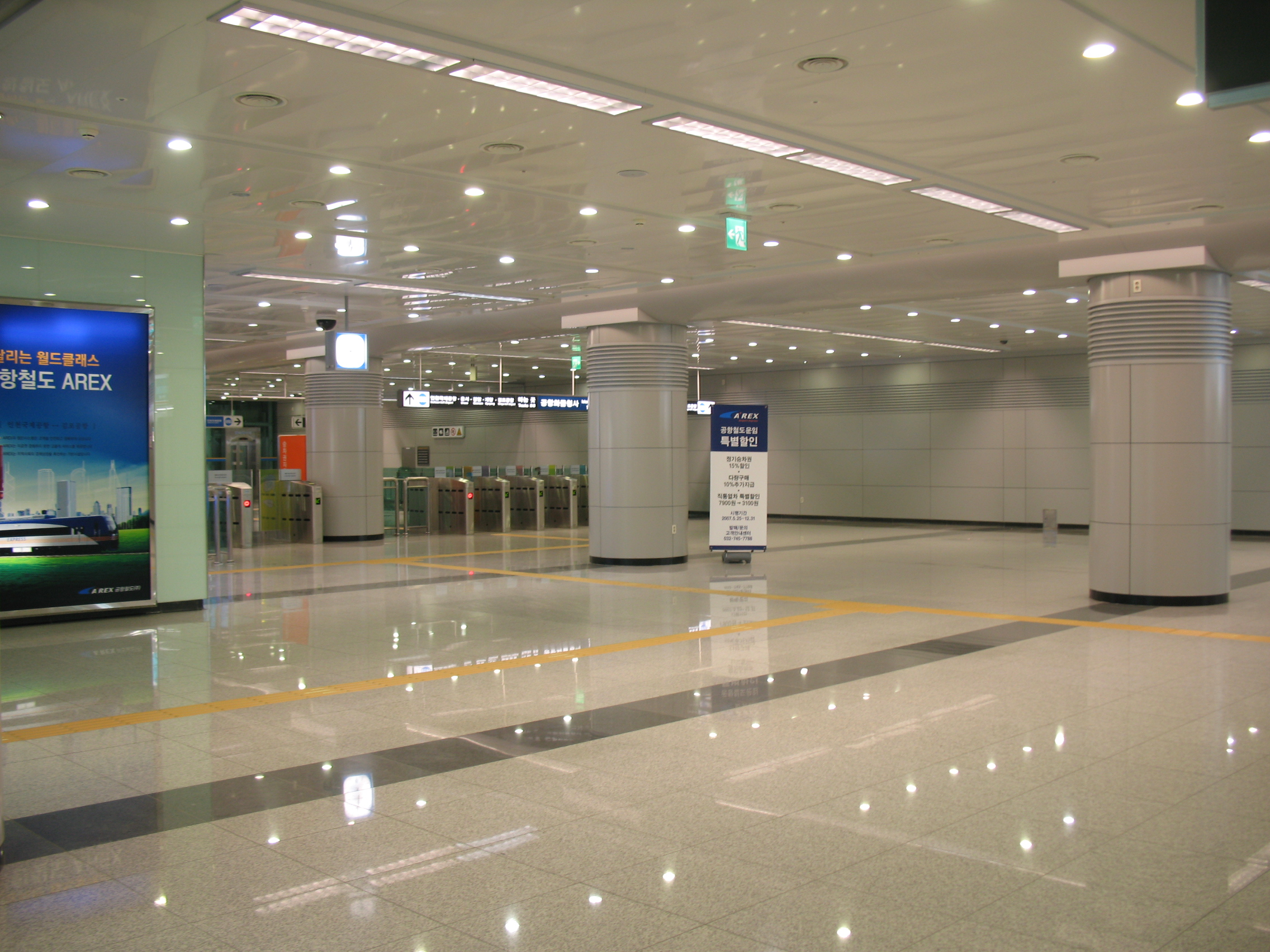
改札口

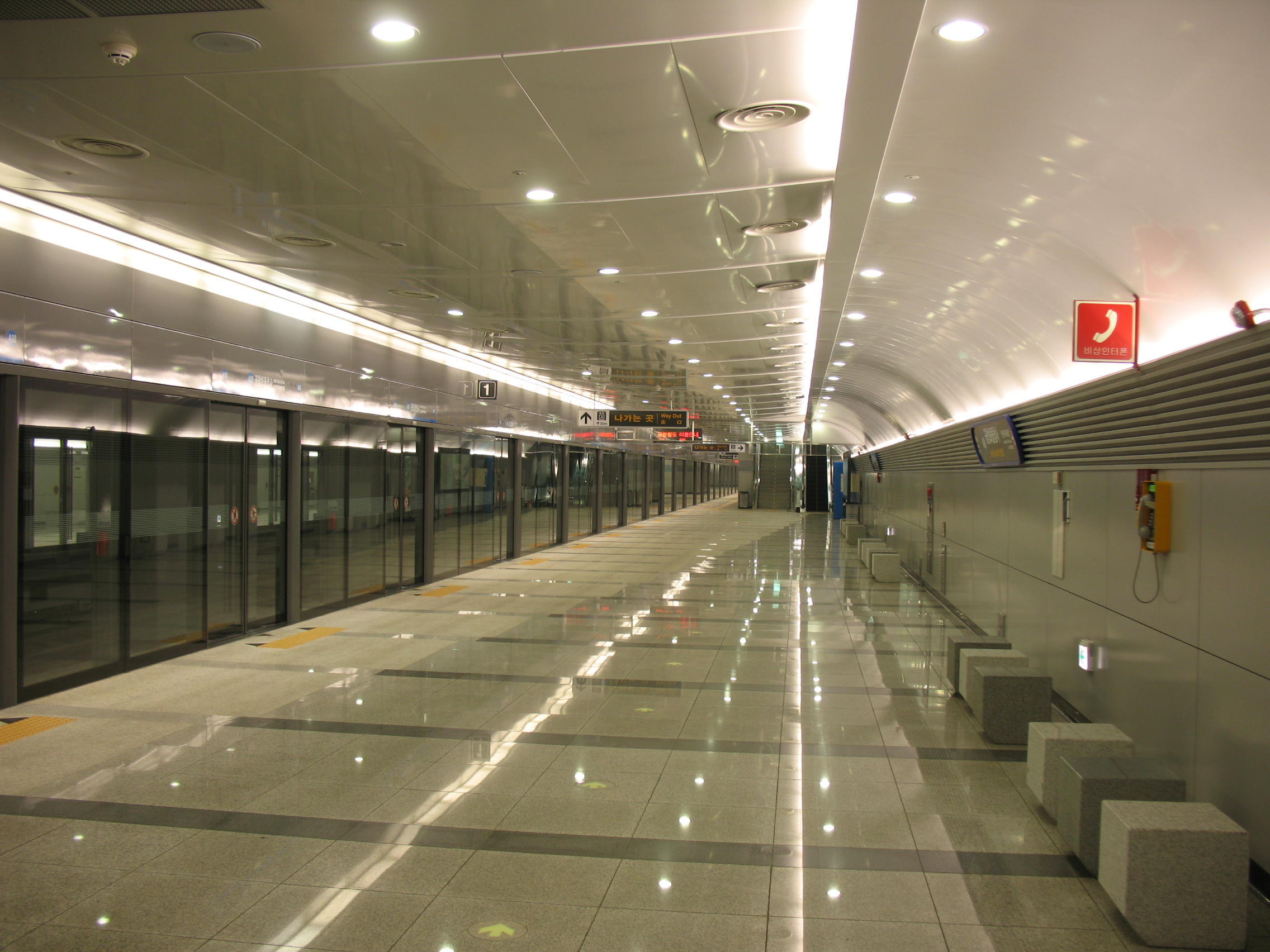
プラットホーム

相対式ホーム2面2線の地下駅。ホームドア設置駅。

### のりば
| 1 | 空港鉄道 | 仁川国際空港1ターミナル・仁川国際空港2ターミナル方面 |
| 2 | 空港鉄道 | 金浦空港・ソウル方面                                 |

## 利用状況
近年の一日平均利用人員推移は下記のとおり。
| 路線     | 路線 | 日平均人員数 (人/日) | 日平均人員数 (人/日) | 日平均人員数 (人/日) | 日平均人員数 (人/日) | 日平均人員数 (人/日) | 日平均人員数 (人/日) | 日平均人員数 (人/日) | 日平均人員数 (人/日) | 日平均人員数 (人/日) | 脚注  |
| 路線     | 路線 | 2007年               | 2008年               | 2009年               | 2010年               | 2011年               | 2012年               | 2013年               | 2014年               | 2015年               | 脚注  |
| -------- | ---- | -------------------- | -------------------- | -------------------- | -------------------- | -------------------- | -------------------- | -------------------- | -------------------- | -------------------- | ----- |
| 空港鉄道 | 乗車 | 611                  | 1,040                | 1,095                | 1,295                | 1,824                | 2,060                | 2,137                | 2,273                |                      | [ 1 ] |
| 空港鉄道 | 下車 | 630                  | 1,132                | 1,340                | 1,620                | 1,882                | 2,126                | 2,220                | 2,363                |                      | [ 1 ] |

## 駅周辺
- 仁川国際空港貨物庁舎

## 隣の駅
空港鉄道
 仁川国際空港鉄道
直通
通過
一般 (各駅停車)
雲西駅 (A08) - 空港貨物ターミナル駅 (A09) - 仁川国際空港1ターミナル駅 (A10)